# Spina Dowel

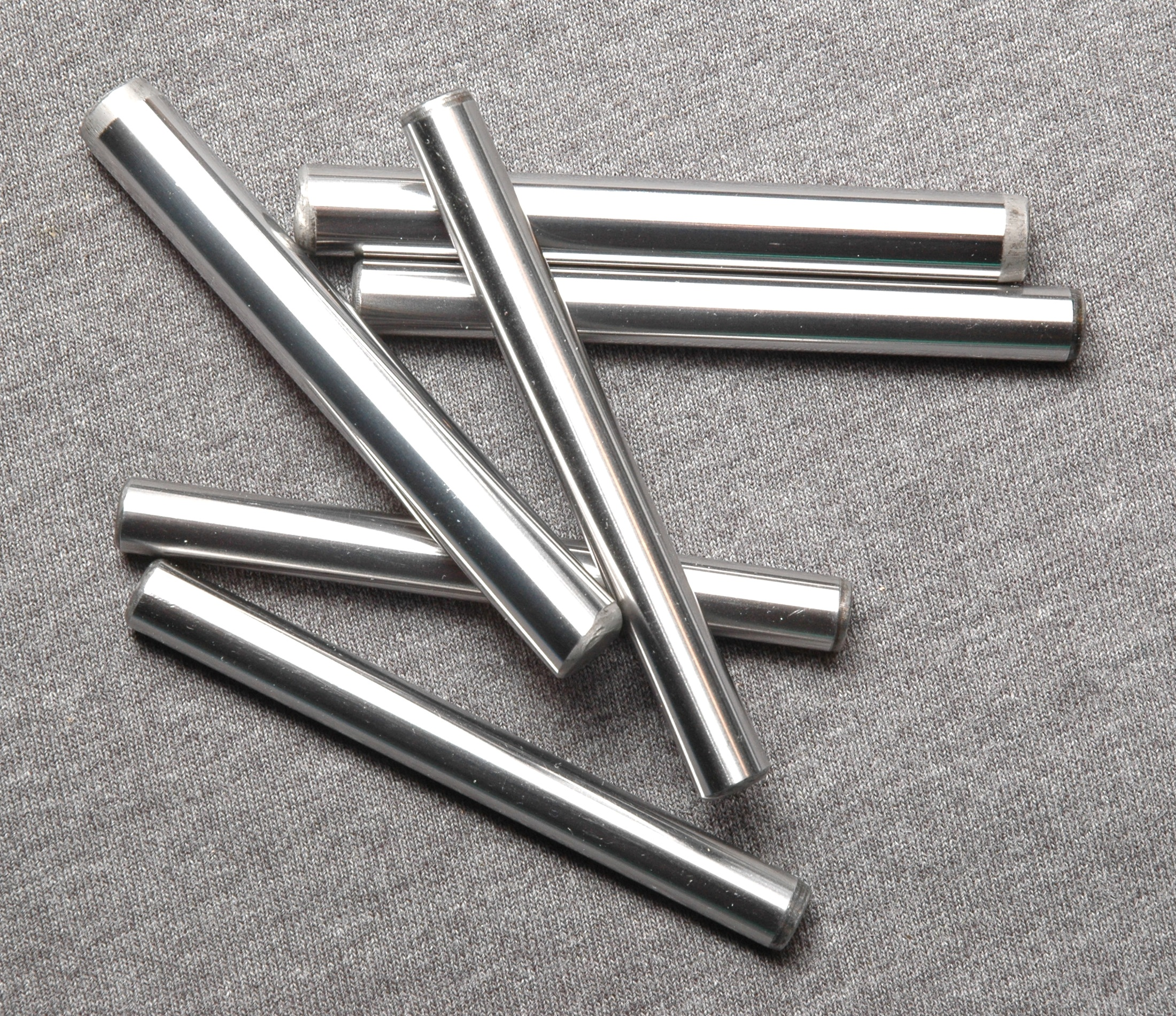
Una spina d'acciaio.

Nella metalmeccanica, la spina è un elemento cilindrico che deve avere un accoppiamento estremamente preciso, da questo elemento derivano anche le "spine coniche" e le "spine elastiche".

## Descrizione
Le spine lisce d'acciaio sono prodotte secondo strette tolleranze, come pure i fori corrispondenti, che sono tipicamente lavorati mediante alesatura.
Una spina liscia può avere un diametro inferiore al foro corrispondente, così da inserirsi liberamente, o un diametro più largo, così che debba essere piantata nel suo foro. Per esempio, una spina da 6 mm è tipicamente lavorata con una tolleranza di 0.005 mm.
Il corrispondente foro da 6 mm può essere fatto in modo da consentire l'inserimento libero della spina (ad esempio con una dimensione effettiva maggiorata di 0.01 mm) oppure ad incastro (ad esempio con una dimensione effettiva minorata di 0.01).
Se non vengono usate spine, per l'allineamento di componenti meccanici (ad esempio, se sono collegati solo mediante bulloni), può esserci una variazione significativa o "gioco", nell'allineamento di tali componenti. Le tipiche operazioni di foratura e fresatura, come pure le tolleranze industriali per le filettature dei bulloni, introducono un gioco minimo di 0.2 mm per bulloni con filettature fino a 10 mm. Quando le spine sono usate insieme ai bulloni, il gioco è ridotto approssimativamente a 0.01 mm.

## Uso
- Nelle costruzioni in pietra: la spina d'acciaio è comunemente usata per collegare componenti in pietra. Vengono ricavati dei fori nella pietra e le spine d'acciaio sono inserite per tenere insieme le parti.
- Nelle lavorazioni meccaniche: le spine lisce sono spesso usate come dispositivi di posizionamento preciso.
- Per la verifica di lavorazioni meccaniche: nel progetto di componenti meccanici, gli ingegneri usano tipicamente le spine lisce come punti di riferimento per controllare le variazioni di posizionamento e ottenere una qualità di assemblaggio ripetibile, indipendente da chi assembla i componenti.
- Nei veicoli a motore: le spine sono usate ove sia richiesto un preciso allineamento dell'accoppiamento, come ad esempio nei gusci dei differenziali, dei motori e della trasmissione.
- Nelle lavorazioni in legno: La spina in metallo (conosciuta anche come giunzione meccanica o giunto trasversale) permette l'assemblaggio di traversi e montanti di porte, finestre, gazebi. Inoltre è utilizzata per l'arredamento, in particolar modo per l'assemblaggio dei tavoli[1]